# Jan Snopek
Jan Snopek (* 21. června 1976 v Praze) je bývalý český hokejový obránce a trenér. Od roku 2018 působí v týmu HC Škoda Plzeň jako kondiční trenér.

## Rodina
Jeho manželkou je Barbora Snopková Haberová, která od roku 2019-2023 působila jako generální manažer týmu HC Sparta Praha. V ročníku 2019/2020 se uskutečnil zápas HC Sparta Praha proti HC Škoda Plzeň, ve kterém poprvé v historii nastoupili proti sobě manželé, Barbora Snopková Haberová jako generální manažer a Jan Snopek jako kondiční trenér. Otec Barbory Snopkové Haberové byl hokejový rozhodčí Ivo Haber a dědeček Zdeněk Haber je bývalý hokejový útočník, trenér a klubový prezident.

## Hráčská kariéra
S hokejem začínal v týmu HC Sparta Praha. Od sezony 1993/94 až do sezony 1996/97 hrál v lize OHL v týmu Oshawa Generals ve kterém se mu podařilo v poslední sezoně dostat se do All-Star Team a pomohl vybojovat titul. Sezonu 1997/98 odehrál v AHL 2 zápasy za tým Saint John Flames a následně přestoupil do švédské ligy Elitserien kde odehrál celou sezonu za tým Västerås IK. Po skončení sezony se vrátil do vlasti a podepsal smlouvu s týmem HC Energie Karlovy Vary kde odehrál 2 sezony. Jeho první zápas v Extralize byl proti HC Dukla Jihlava. Po skončení smlouvy přešel do týmu HC Slavia Praha kde odehrál 2 sezony a následně po skončení smlouvy přešel do týmu HC Znojemští Orli kde také odehrál 2 sezony. V poslední sezona ve Znojmě mu vynesla za dobré výkony nominace do reprezentace kde odehrál 3 zápasy v soutěží Euro Hockey Tour. Od sezony 2004/05 kdy mu vypršela smlouva ve Znojmě přešel do týmu HC Moeller Pardubice kde pomohl vybojovat titul mistra Extraligy v sezoně 2004/05 a poslední 2 sezony v týmu se stal kapitánem mužstva, v týmu hrál do sezony 2008/09. Po skončení smlouvy mu Pardubice nenabídli smlouvu a rozhodl se podepsat dvouletou smlouvu s týmem HC Mountfield kde hrál do ledna 2011. 21. ledna 2011 přestoupil do týmu Oulun Kärpät. V Kärpät Ouluhrál dva roky, poté zamířil do kazašského celku HK Bejbarys Atyrau hrající domácí nejvyšší soutěž. V průběhu sezony odešel do norského celku Stjernen Hockey ale sezonu 2012/13 dokončil v italské soutěži v celku Hockey Milano Rossoblu. Kariéru zakončil v italském týmu WSV Sterzing Broncos, ve kterém odehrál čtyři zápasy v ročníku 2013/14.

## Trenérská kariéra
Po ukončení hráčské kariéry se vrátil zpět do vlasti, začal trénovat mládež v Plzeňském týmu. V roce 2018 se přesunul na post kondičního trenéra v Plzni. V sezoně 2019/20 dělal kondičního trenéra v Euro Hockey Tour české reprezentaci.

## Ocenění a úspěchy
- 1997 OHL - All-Star Tým

## Prvenství
- Debut v ČHL - 8. září 1998 (HC Dukla Jihlava proti HC Becherovka Karlovy Vary)
- První asistence v ČHL - 22. listopadu 1998 (HC Velvana Kladno proti HC Becherovka Karlovy Vary)
- První gól v ČHL - 2. října 1999 (HC Becherovka Karlovy Vary proti HC České Budějovice, českému brankáři Michalu Maříkovi)

## Klubová statistika
| Sezóna       | Klub                       | Soutěž       |     | Základní část | Základní část | Základní část | Základní část | Základní část |   | Play off | Play off | Play off | Play off | Play off |
| Sezóna       | Klub                       | Soutěž       | Z   | G             | A             | B             | TM            | Z             | G | A        | B        | TM       |          |          |
| 1993/1994    | Oshawa Generals            | OHL          | 52  | 0             | 5             | 5             | 51            | —             | — | —        | —        | —        |          |          |
| 1994/1995    | Oshawa Generals            | OHL          | 64  | 14            | 30            | 44            | 97            | 7             | 0 | 1        | 1        | 4        |          |          |
| 1995/1996    | Oshawa Generals            | OHL          | 64  | 7             | 28            | 35            | 79            | 5             | 0 | 0        | 0        | 2        |          |          |
| 1996/1997    | Oshawa Generals            | OHL          | 57  | 10            | 32            | 42            | 103           | 15            | 2 | 7        | 9        | 24       |          |          |
| 1997/1998    | Västerås IK                | SEL          | 34  | 2             | 7             | 9             | 42            | —             | — | —        | —        | —        |          |          |
| 1997/1998    | Saint John Flames          | AHL          | 2   | 0             | 0             | 0             | 0             | —             | — | —        | —        | —        |          |          |
| 1998/1999    | HC Becherovka Karlovy Vary | ČHL          | 46  | 0             | 4             | 4             | 85            | —             | — | —        | —        | —        |          |          |
| 1999/2000    | HC Becherovka Karlovy Vary | ČHL          | 49  | 3             | 9             | 12            | 46            | —             | — | —        | —        | —        |          |          |
| 2000/2001    | HC Slavia Praha            | ČHL          | 51  | 5             | 6             | 11            | 82            | 11            | 0 | 2        | 2        | 6        |          |          |
| 2001/2002    | HC Slavia Praha            | ČHL          | 36  | 0             | 5             | 5             | 66            | 9             | 0 | 0        | 0        | 8        |          |          |
| 2002/2003    | HC Znojemští Orli          | ČHL          | 52  | 7             | 10            | 17            | 92            | 6             | 2 | 0        | 2        | 30       |          |          |
| 2003/2004    | HC Znojemští Orli          | ČHL          | 51  | 5             | 7             | 12            | 136           | 7             | 1 | 0        | 1        | 68       |          |          |
| 2004/2005    | HC Moeller Pardubice       | ČHL          | 50  | 5             | 21            | 26            | 60            | 16            | 2 | 1        | 3        | 36       |          |          |
| 2005/2006    | HC Moeller Pardubice       | ČHL          | 52  | 3             | 9             | 12            | 104           | —             | — | —        | —        | —        |          |          |
| 2006/2007    | HC Moeller Pardubice       | ČHL          | 48  | 2             | 6             | 8             | 132           | 18            | 1 | 2        | 3        | 34       |          |          |
| 2007/2008    | HC Moeller Pardubice       | ČHL          | 52  | 4             | 9             | 13            | 94            | —             | — | —        | —        | —        |          |          |
| 2008/2009    | HC Moeller Pardubice       | ČHL          | 52  | 2             | 7             | 9             | 92            | 7             | 0 | 0        | 0        | 43       |          |          |
| 2009/2010    | HC Mountfield              | ČHL          | 52  | 4             | 8             | 12            | 112           | 5             | 0 | 1        | 1        | 6        |          |          |
| 2010/2011    | HC Mountfield              | ČHL          | 42  | 2             | 12            | 14            | 46            | —             | — | —        | —        | —        |          |          |
| 2010/2011    | Oulun Kärpät               | SM-l         | 18  | 2             | 2             | 4             | 26            | 3             | 1 | 0        | 1        | 4        |          |          |
| 2011/2012    | Oulun Kärpät               | SM-l         | 57  | 1             | 9             | 10            | 52            | 4             | 0 | 0        | 0        | 4        |          |          |
| 2012/2013    | HK Bejbarys Atyrau         | ČKchš        | 15  | 0             | 4             | 4             | 28            | —             | — | —        | —        | —        |          |          |
| 2012/2013    | Stjernen Hockey            | GET-l        | 16  | 0             | 1             | 1             | 46            | —             | — | —        | —        | —        |          |          |
| 2012/2013    | Hockey Milano Rossoblu     | LIHG         | 3   | 0             | 0             | 0             | 2             | 6             | 1 | 0        | 1        | 4        |          |          |
| 2013/2014    | WSV Sterzing Broncos       | LIHG         | 4   | 0             | 1             | 1             | 6             | —             | — | —        | —        | —        |          |          |
| Celkem v ČHL | Celkem v ČHL               | Celkem v ČHL | 633 | 42            | 113           | 155           | 1147          | 79            | 6 | 6        | 12       | 231      |          |          |

## Turnaje v Česku
| Rok    | Tým                  | Liga         | Z  | G | A | B | TM  |
| ------ | -------------------- | ------------ | -- | - | - | - | --- |
| 2000   | HC Slavia Praha      | Zepter Cup   | 6  | 0 | 2 | 2 | 14  |
| 2001   | HC Slavia Praha      | Tipsport Cup | 7  | 1 | 0 | 1 | 14  |
| 2002   | HC Znojemští Orli    | Tipsport Cup | 7  | 0 | 1 | 1 | 36  |
| 2003   | HC Znojemští Orli    | Tipsport Cup | 5  | 0 | 0 | 0 | 33  |
| 2007   | HC Moeller Pardubice | Tipsport Cup | 8  | 1 | 0 | 1 | 30  |
| 2008   | HC Moeller Pardubice | Tipsport Cup | 3  | 0 | 0 | 0 | 14  |
| 2009   | HC Mountfield        | Tipsport Cup | 4  | 0 | 0 | 0 | 2   |
| 2010   | HC Mountfield        | Tipsport Cup | 3  | 0 | 1 | 1 | 4   |
| Celkem | Celkem               | Celkem       | 43 | 2 | 4 | 6 | 129 |

## Super six
| Rok    | Tým                  | Liga   | Z | G | A | B | TM |
| ------ | -------------------- | ------ | - | - | - | - | -- |
| 2006   | HC Moeller Pardubice | Ss     | 2 | 0 | 0 | 0 | 8  |
| Celkem | Celkem               | Celkem | 2 | 0 | 0 | 0 | 8  |

## Reprezentace
Premiéru v národním týmu měl 8. listopadu 2003 v Helsinkách proti Finsku.
| Rok           | Tým           | Soutěž        | Z | G | A | B | TM |
| ------------- | ------------- | ------------- | - | - | - | - | -- |
| 2004          | Česko         | EHT           | 3 | 0 | 0 | 0 | 0  |
| Celkem na EHT | Celkem na EHT | Celkem na EHT | 3 | 0 | 0 | 0 | 0  |